# 경기예술고등학교
경기예술고등학교(京畿藝術高等學校)는 대한민국 경기도 부천시 원미구 중동에 위치한 공립 고등학교이다.

## 학교 연혁
- 2002년 6월 1일 : 경기예술고등학교 설립추진위원회 구성
- 2002년 9월 1일 : 경기예술고등학교 5학급(200명) 설립인가
- 2003년 3월 1일 : 초대 김교선 교장 취임
- 2003년 3월 4일 : 제1회 입학식 (5학급 201명 입학)
- 2003년 5월 2일 : 준공식 및 개교기념 음악회
- 2003년 12월 1일 : 경기도 예능영재교육원 인가 (3개과 29명)
- 2006년 2월 10일 : 제1회 졸업식 (5학급 192명 졸업)
- 2007년 10월 10일 : 경기 아트홀 개관식
- 2009년 6월 8일 : 연극영화과 학과 승인
- 2024년 2월 7일 : 제19회 졸업식(6학급 218명 졸업)
- 2024년 3월 1일 : 제7대 오택구 교장 취임
- 2024년 3월 4일 : 제22회 입학식(6학급 232명 입학)

## 설치 학과
- 음악과
- 미술과
- 연극영화과
- 만화애니메이션과

## 참고 자료
- 경기예술고등학교 - 한국교육학술정보원 학교알리미